# Wanaginia (rejon wileński)
Wanaginia (lit. Vanaginė) – wieś na Litwie, w okręgu wileńskim, w rejonie wileńskim, w gminie Rzesza, przy drodze magistralnej A14. Graniczy z Wilnem.

## Historia
W dwudziestoleciu międzywojennym leśniczówka i zaścianek leżące w Polsce, w województwie wileńskim, w powiecie wileńsko-trockim, w gminie Rzesza. W 1931 miejscowość liczyła:
- leśniczówka – 8 mieszkańców, zamieszkałych w 2 budynkach,
- zaścianek – 32 mieszkańców, zamieszkałych w 6 budynkach[2].

Po II wojnie światowej w granicach Związku Sowieckiego. Od 1991 na niepodległej Litwie. W 1996 południowo-zachodnia część miejscowości została włączona w granice Wilna.